# Polino
Polino è un comune italiano di 230 abitanti della provincia di Terni in Umbria. Posto sull'Appennino Umbro-Marchigiano, fa parte dei comuni della Valnerina.

## Geografia fisica
Dominato dal Monte Petano il paese possiede, o per meglio dire possedeva, cospicue ricchezze minerarie (marmo, ferro e argento) oggi quasi completamente esaurite o non sfruttabili. 
Polino è il più piccolo comune della provincia di Terni per numero di abitanti (per l'Umbria, per numero di abitanti è, invece, Poggiodomo, in provincia di Perugia), ed è situato a quota 836 metri s.l.m., in uno scenario dominante la valle del torrente Rosciano.
- Classificazione climatica: zona E, 2886 GR/G

## Storia
Di origine medievale, fu roccaforte di vari feudatari e legato al Ducato di Spoleto. A Polino storica è stata la presenza di Americo Matteucci, primo cittadino per 47 anni.

## Monumenti e luoghi d'interesse

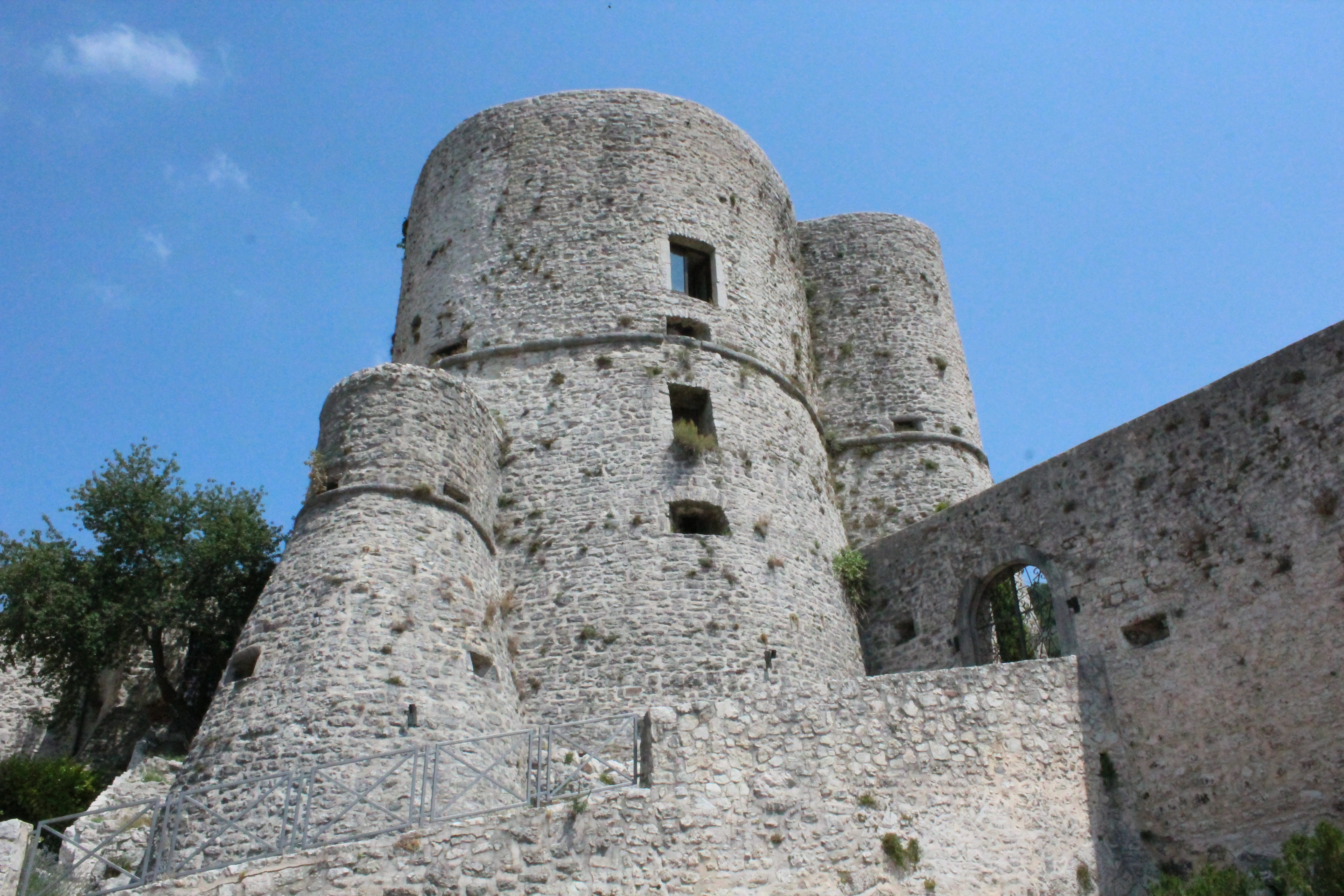
Rocca di Polino

Anticamente il paese era difeso da una doppia cinta muraria e quella più interna racchiudeva i palazzi signorili.
La parte più antica, posta più in alto, si sviluppa attorno alla chiesa e a due edifici piuttosto antichi; su tutto domina una rocca del '500 con bastioni di forma cilindrica.
Da vedere, sulla piazza d'ingresso al paese, una bellissima fontana del Seicento, in stile manieristico, fatta costruire dal marchese Castelli, conte di Collestatte e Torreorsina, governatore perpetuo di Polino, e recentemente ristrutturata.
I dintorni del paese sono suggestivi: strade panoramiche da dove lo sguardo può spaziare dai monti Sibillini, al Terminillo, da Monteleone di Spoleto a Greccio.
L'area di Polino è ricchissima di fossili, con rocce appartenenti al periodo che va dal Triassico al Miocene; in passato il paese era famoso per le cave di marmo e i giacimenti di ferro, e per una miniera d'oro, attualmente aperta al pubblico: da qui fu ricavata la moneta conservata in Vaticano che riporta il rilievo di Papa Clemente XIII.

## Società

### Evoluzione demografica
Abitanti censiti

## Cultura

### Musei
A Polino è possibile visitare il Museo dell'Appennino Umbro, che prevede un percorso didattico-culturale in cui è possibile osservare la formazione dell'Appennino Umbro, i fossili rinvenuti, la formazione della vicina Cascata delle Marmore e flora e fauna del territorio.